# The Destroying Angel
The Destroying Angel è un film muto del 1915 sceneggiato e diretto da Richard Ridgely, basato sul romanzo di Louis Joseph Vance.

## Trama
Mary Ladislas, un'aspirante attrice che in casa incontra la disapprovazione di suo padre, scappa  insieme all'autista di famiglia. L'uomo però muore in un incidente prima di poter regolarizzare la sua posizione con la giovane e Mary, depressa, medita il suicidio. Preso da compassione per le disgrazie della ragazza, Hugh Whittaker, un uomo a cui restano solo pochi mesi di vita, la sposa per poi lasciarla subito dopo, per partire alla volta del West. Il marito, prima di andarsene, l'affida alle cure di Drummond, il suo socio, che comincia a farle la corte. Così, quando viene informata della morte di Hugh, Mary trova lavoro come attrice presso Max, un impresario teatrale. Diventa ben presto una stella del palcoscenico, circondata dagli ammiratori. Max, preso da passione per lei, uccide un giorno uno di questi, un attore che ritiene suo rivale. Mary nel frattempo si è fidanzata con Thurston, un milionario, che però trova la morte cadendo in mare, spinto da Max. Anche Drummond scompare: ormai Mary è perseguitata da una fama non lusinghiera che le appioppa il soprannome di "angelo sterminatore", provocandole un crollo di nervi. Hugh, che non è morto ma che invece è guarito, ritorna da lei. In preda allo sconforto, Mary fugge in riva al mare ma il marito la segue: ci sarà uno scontro con Max, ormai folle, nel corso del quale il persecutore rimarrà ucciso.

## Produzione
Il film fu prodotto dalla Edison Company.

## Distribuzione
Distribuito dalla Kleine-Edison Feature Services, il film uscì nelle sale cinematografiche statunitensi l'8 dicembre 1915.